# Satellite Award/Film/Bester Hauptdarsteller
Mit dem Satellite Award Bester Hauptdarsteller werden die Schauspieler geehrt, die als Hauptdarsteller herausragende Leistungen in einem Film gezeigt haben. Vor 2011 gab es diese Auszeichnung für einen Hauptdarsteller in einem Drama und eine weitere für einen Hauptdarsteller in einem Film der Kategorie Komödie/Musical.
2016 und 2017 wurden zwei Sieger geehrt – der beste Hauptdarsteller eines Independent-Films und der eines Major-Studio-Films. Ab 2018 kehrte man zu der ursprünglichen Aufteilung nach Drama und Komödie/Musical zurück.
| Statistik (bis einschließlich Satellite Awards 2022) | |
| Am häufigsten honorierter Hauptdarsteller            | Andrew Garfield und Geoffrey Rush (zwei Siege, gleiche Kategorie) Ryan Gosling, Philip Seymour Hoffman und Viggo Mortensen (je zwei Siege in verschiedenen Kategorien) Sean Penn (eine Doppelauszeichnung) |
| Am häufigsten nominierter Hauptdarsteller            | Leonardo DiCaprio (acht Nominierungen, davon ein Sieg) |
| Am häufigsten nominierter Hauptdarsteller ohne Sieg  | Denzel Washington (sieben Nominierungen) |

Es werden immer jeweils die Hauptdarsteller des Vorjahres ausgezeichnet.

## Nominierungen und Gewinner

### Bester Hauptdarsteller – Drama (1996–2010)
| Jahr | Preisträger                    | für den Film                                                    | Nominierungen |
| 1996 | Geoffrey Rush James Woods      | Shine – Der Weg ins Licht Killer – Tagebuch eines Serienmörders | Christopher Eccleston für Herzen in Aufruhr Ralph Fiennes für Der englische Patient William H. Macy für Fargo Billy Bob Thornton für Sling Blade – Auf Messers Schneide                                                                                         |
| 1997 | Robert Duvall                  | Apostel!                                                        | Russell Crowe für L.A. Confidential Matt Damon für Good Will Hunting Leonardo DiCaprio für Titanic Djimon Hounsou für Amistad Mark Wahlberg für Boogie Nights                                                                                                   |
| 1998 | Edward Norton                  | American History X                                              | Stephen Fry für Oscar Wilde Brendan Gleeson für Der General Derek Jacobi für Love Is the Devil Nick Nolte für Der Gejagte Ian McKellen für Gods and Monsters |
| 1999 | Terence Stamp                  | The Limey                                                       | Russell Crowe für Insider Richard Farnsworth für Eine wahre Geschichte – The Straight Story Al Pacino für Insider Kevin Spacey für American Beauty Denzel Washington für Hurricane                                                                              |
| 2000 | Geoffrey Rush                  | Quills – Macht der Besessenheit                                 | Jamie Bell für Billy Elliot – I Will Dance Sean Connery für Forrester – Gefunden! Russell Crowe für Gladiator Ed Harris für Pollock Denzel Washington für Gegen jede Regel                                                                                      |
| 2001 | Brian Cox                      | L.I.E. – Long Island Expressway                                 | Russell Crowe für A Beautiful Mind – Genie und Wahnsinn Guy Pearce für Memento Sean Penn für Ich bin Sam Billy Bob Thornton für Monster’s Ball Denzel Washington für Training Day                                                                               |
| 2002 | Daniel Day-Lewis Michael Caine | Gangs of New York Der stille Amerikaner                         | Edward Norton für 25 Stunden Jack Nicholson für About Schmidt Robin Williams für One Hour Photo Tom Hanks für Road to Perdition |
| 2003 | Sean Penn                      | 21 Gramm Mystic River                                           | Hayden Christensen für Shattered Glass Paddy Considine für In America Tom Cruise für The Last Samurai Jude Law für Unterwegs nach Cold Mountain William H. Macy für The Cooler – Alles auf Liebe                                                                |
| 2004 | Don Cheadle                    | Hotel Ruanda                                                    | Kevin Bacon für The Woodsman Javier Bardem für Das Meer in mir Gael García Bernal für Die Reise des jungen Che Johnny Depp für Wenn Träume fliegen lernen Liam Neeson für Kinsey – Die Wahrheit über Sex Sean Penn für Attentat auf Richard Nixon               |
| 2005 | Philip Seymour Hoffman         | Capote                                                          | David Strathairn für Good Night, and Good Luck. Jake Gyllenhaal für Jarhead – Willkommen im Dreck Tommy Lee Jones für Three Burials – Die drei Begräbnisse des Melquiades Estrada Heath Ledger für Brokeback Mountain Viggo Mortensen für A History of Violence |
| 2006 | Forest Whitaker                | Der letzte König von Schottland – In den Fängen der Macht       | Leonardo DiCaprio für Blood Diamond Ryan Gosling für Half Nelson Joshua Jackson für Aurora Borealis Derek Luke für Catch a Fire Patrick Wilson für Little Children                                                                                              |
| 2007 | Viggo Mortensen                | Tödliche Versprechen – Eastern Promises                         | Denzel Washington für American Gangster Josh Brolin für No Country for Old Men Christian Bale für Rescue Dawn Frank Langella für Starting Out in the Evening Tommy Lee Jones für Im Tal von Elah                                                                |
| 2008 | Richard Jenkins                | Ein Sommer in New York – The Visitor                            | Leonardo DiCaprio für Zeiten des Aufruhrs Frank Langella für Frost/Nixon Sean Penn für Milk Mickey Rourke für The Wrestler Mark Ruffalo für What Doesn’t Kill You                                                                                               |
| 2009 | Jeremy Renner                  | Tödliches Kommando – The Hurt Locker                            | Colin Firth für A Single Man Hugh Dancy für Adam – Eine Geschichte über zwei Fremde. Einer etwas merkwürdiger als der Andere. Jeff Bridges für Crazy Heart Johnny Depp für Public Enemies Michael Sheen für The Damned United – Der ewige Gegner                |
| 2010 | Colin Firth                    | The King’s Speech                                               | Ryan Gosling für Blue Valentine Jesse Eisenberg für The Social Network Javier Bardem für Biutiful James Franco für 127 Hours Leonardo DiCaprio für Inception Robert Duvall für Am Ende des Weges – Eine wahre Lügengeschichte Michael Douglas für Solitary Man  |

### Bester Hauptdarsteller – Komödie/Musical (1996–2010)
| Jahr | Preisträger            | für den Film                          | Nominierungen |
| 1996 | Tom Cruise             | Jerry Maguire – Spiel des Lebens      | Nathan Lane für The Birdcage – Ein Paradies für schrille Vögel Eddie Murphy für Der verrückte Professor Jack Nicholson für Mars Attacks! Stanley Tucci für Big Night                                                                              |
| 1997 | Jack Nicholson         | Besser geht’s nicht                   | Robert Carlyle für Ganz oder gar nicht Dustin Hoffman für Wag the Dog – Wenn der Schwanz mit dem Hund wedelt Tommy Lee Jones für Men in Black Kevin Kline für In & Out Howard Stern für Private Parts                                             |
| 1998 | Ian Bannen             | Lang lebe Ned Devine!                 | Warren Beatty für Bulworth Jeff Bridges für The Big Lebowski Michael Caine für Little Voice David Kelly für Lang lebe Ned Devine! Robin Williams für Patch Adams                                                                                  |
| 1999 | Philip Seymour Hoffman | Makellos                              | Jim Carrey für Der Mondmann Johnny Depp für Sleepy Hollow Rupert Everett für Ein perfekter Ehemann Sean Penn für Sweet and Lowdown Steve Zahn für Happy, Texas                                                                                    |
| 2000 | Michael Douglas        | Die WonderBoys                        | George Clooney für O Brother, Where Art Thou? – Eine Mississippi-Odyssee Christopher Guest für Best in Show Richard Gere für Dr. T and the Women Eddie Murphy für Familie Klumps und der verrückte Professor Edward Norton für Glauben ist alles! |
| 2001 | Ewan McGregor          | Moulin Rouge                          | Colin Firth für Bridget Jones – Schokolade zum Frühstück Gene Hackman für Die Royal Tenenbaums John Cameron Mitchell für Hedwig and the Angry Inch Ben Stiller für Zoolander Chris Tucker für Rush Hour 2                                         |
| 2002 | Kieran Culkin          | Igby                                  | Hugh Grant für About a Boy oder: Der Tag der toten Ente Nicolas Cage für Adaption – Der Orchideen-Dieb Sam Rockwell für Geständnisse – Confessions of a Dangerous Mind Adam Sandler für Punch-Drunk Love Aaron Stanford für Alle lieben Oscar     |
| 2003 | Bill Murray            | Lost in Translation                   | Jack Black für School of Rock Johnny Depp für Fluch der Karibik Robert Downey Jr. für The Singing Detective Paul Giamatti für American Splendor Billy Bob Thornton für Bad Santa                                                                  |
| 2004 | Jamie Foxx             | Ray                                   | Gerard Butler für Das Phantom der Oper Jim Carrey für Vergiss mein nicht! Paul Giamatti für Sideways Kevin Kline für De-Lovely – Die Cole Porter Story Bill Murray für Die Tiefseetaucher                                                         |
| 2005 | Terrence Howard        | Hustle & Flow                         | Bill Murray für Broken Flowers Kevin Costner für An deiner Schulter Joaquin Phoenix für Walk the Line Robert Downey Jr. für Kiss Kiss, Bang Bang Cillian Murphy für Breakfast on Pluto                                                            |
| 2006 | Joseph Cross           | Krass                                 | Sacha Baron Cohen für Borat Aaron Eckhart für Thank You for Smoking Will Ferrell für Schräger als Fiktion Peter O’Toole für Venus |
| 2007 | Ryan Gosling           | Lars und die Frauen                   | Richard Gere für The Hoax Seth Rogen für Beim ersten Mal Ben Kingsley für You Kill Me Clive Owen für Shoot ’Em Up Don Cheadle für Talk to Me |
| 2008 | Ricky Gervais          | Wen die Geister lieben                | Josh Brolin für W. – Ein missverstandenes Leben Michael Cera für Nick und Norah – Soundtrack einer Nacht Brendan Gleeson für Brügge sehen… und sterben? Sam Rockwell für Choke – Der Simulant Mark Ruffalo für Brothers Bloom                     |
| 2009 | Michael Stuhlbarg      | A Serious Man                         | Daniel Day-Lewis für Nine Bradley Cooper für Hangover Matt Damon für Der Informant! George Clooney für Up in the Air |
| 2010 | Michael Cera           | Scott Pilgrim gegen den Rest der Welt | Andy García für Meet the Rizzos John C. Reilly für Cyrus Romain Duris für Der Auftragslover Jake Gyllenhaal für Love and other Drugs – Nebenwirkung inklusive John Malkovich für R.E.D. – Älter, Härter, Besser                                   |

### Bester Hauptdarsteller (2011–2017)
| Jahr | Preisträger                                           | für den Film                                                                   | Nominierungen |
| 2011 | Ryan Gosling                                          | Drive                                                                          | George Clooney für The Descendants – Familie und andere Angelegenheiten Leonardo DiCaprio für J. Edgar Michael Fassbender für Shame Brendan Gleeson für The Guard – Ein Ire sieht schwarz Tom Hardy für Warrior Woody Harrelson für Rampart – Cop außer Kontrolle Gary Oldman für Dame, König, As, Spion Brad Pitt für Die Kunst zu gewinnen – Moneyball Michael Shannon für Take Shelter – Ein Sturm zieht auf |
| 2012 | Bradley Cooper                                        | Silver Linings                                                                 | Christian Bale für American Hustle Bruce Dern für Nebraska Leonardo DiCaprio für The Wolf of Wall Street Chiwetel Ejiofor für 12 Years a Slave Tom Hanks für Captain Phillips Robert Redford für All Is Lost Forest Whitaker für Der Butler |
| 2013 | Matthew McConaughey                                   | Dallas Buyers Club                                                             | Joaquin Phoenix für The Master Daniel Day-Lewis für Lincoln Hugh Jackman für Les Misérables Omar Sy für Ziemlich beste Freunde Denzel Washington für Flight John Hawkes für The Sessions – Wenn Worte berühren |
| 2014 | Michael Keaton                                        | Birdman oder (Die unverhoffte Macht der Ahnungslosigkeit)                      | Steve Carell für Foxcatcher Benedict Cumberbatch für The Imitation Game – Ein streng geheimes Leben Jake Gyllenhaal für Nightcrawler David Oyelowo für Selma Eddie Redmayne für Die Entdeckung der Unendlichkeit Miles Teller für Whiplash |
| 2015 | Leonardo DiCaprio                                     | The Revenant – Der Rückkehrer                                                  | Matt Damon für Der Marsianer – Rettet Mark Watney Johnny Depp für Black Mass Michael Fassbender für Steve Jobs Tom Hardy für Legend Eddie Redmayne für The Danish Girl Will Smith für Erschütternde Wahrheit |
| 2016 | Andrew Garfield (Major) Viggo Mortensen (Independent) | Hacksaw Ridge – Die Entscheidung Captain Fantastic – Einmal Wildnis und zurück | Casey Affleck für Manchester by the Sea Joel Edgerton für Loving Joseph Gordon-Levitt für Snowden Ryan Gosling für La La Land Tom Hanks für Sully Denzel Washington für Fences |
| 2017 | Gary Oldman (Major) Harry Dean Stanton (Independent)  | Die dunkelste Stunde Lucky                                                     | Daniel Day-Lewis für Der seidene Faden James Franco für The Disaster Artist Jake Gyllenhaal für Stronger Robert Pattinson für Good Time Jeremy Renner für Wind River |

### Bester Hauptdarsteller – Drama (ab 2018)
| Jahr | Preisträger          | für den Film                            | Nominierungen |
| 2018 | Willem Dafoe         | Van Gogh – An der Schwelle zur Ewigkeit | Ben Foster für Leave No Trace Ryan Gosling für Aufbruch zum Mond Ethan Hawke für First Reformed Lucas Hedges für Der verlorene Sohn Robert Redford für Ein Gauner & Gentleman   |
| 2019 | Christian Bale       | Le Mans 66 – Gegen jede Chance          | Antonio Banderas für Leid und Herrlichkeit Adam Driver für Marriage Story George MacKay für 1917 Joaquin Phoenix für Joker Mark Ruffalo für Vergiftete Wahrheit                 |
| 2020 | Riz Ahmed            | Sound of Metal                          | Chadwick Boseman für Ma Rainey’s Black Bottom Anthony Hopkins für The Father Delroy Lindo für Da 5 Bloods Gary Oldman für Mank Steven Yeun für Minari – Wo wir Wurzeln schlagen |
| 2021 | Benedict Cumberbatch | The Power of the Dog                    | Clifton Collins Jr. für Jockey Joaquin Phoenix für Come on, Come on Tom Skerritt für East of the Mountains Will Smith für King Richard Denzel Washington für Macbeth            |
| 2022 | Brendan Fraser       | The Whale                               | Tom Cruise für Top Gun: Maverick Hugh Jackman für The Son Gabriel LaBelle für Die Fabelmans Bill Nighy für Living – Einmal wirklich leben Mark Wahlberg für Father Stu          |
| 2023 | Cillian Murphy       | Oppenheimer                             | Bradley Cooper für Maestro Leonardo DiCaprio für Killers of the Flower Moon Colman Domingo für Rustin Franz Rogowski für Passages Andrew Scott für All of Us Strangers          |
| 2024 | Colman Domingo       | Sing Sing                               | Adrien Brody für Der Brutalist Timothée Chalamet für Like A Complete Unknown Daniel Craig für Queer Ralph Fiennes für Konklave Hugh Grant für Heretic                           |

### Bester Hauptdarsteller – Komödie/Musical (ab 2018)
| Jahr | Preisträger       | für den Film              | Nominierungen |
| 2018 | Rami Malek        | Bohemian Rhapsody         | Bradley Cooper für A Star Is Born Lin-Manuel Miranda für Mary Poppins’ Rückkehr Viggo Mortensen für Green Book – Eine besondere Freundschaft Nick Robinson für Love, Simon John David Washington für BlacKkKlansman |
| 2019 | Taron Egerton     | Rocketman                 | Daniel Craig für Knives Out – Mord ist Familiensache Leonardo DiCaprio für Once Upon a Time in Hollywood Eddie Murphy für Dolemite Is My Name Adam Sandler für Der schwarze Diamant Taika Waititi für Jojo Rabbit   |
| 2020 | Sacha Baron Cohen | Borat Anschluss Moviefilm | Lin-Manuel Miranda für Hamilton Leslie Odom Jr. für Hamilton Dev Patel für David Copperfield – Einmal Reichtum und zurück Andy Samberg für Palm Springs                                                             |
| 2021 | Andrew Garfield   | Tick, Tick… Boom!         | Peter Dinklage für Cyrano Anthony Ramos für In the Heights |
| 2022 | Austin Butler     | Elvis                     | Diego Calva für Babylon – Rausch der Ekstase Daniel Craig für Glass Onion: A Knives Out Mystery Colin Farrell für The Banshees of Inisherin Ralph Fiennes für The Menu Adam Sandler für Hustle                      |
| 2023 | Paul Giamatti     | The Holdovers             | Nicolas Cage für Dream Scenario Barry Keoghan für Saltburn Joaquin Phoenix für Beau Is Afraid Jeffrey Wright für Amerikanische Fiktion                                                                              |
| 2024 | Keith Kupferer    | Ghostlight                | Jesse Eisenberg für A Real Pain Ryan Gosling für The Fall Guy Michael Keaton für Beetlejuice Beetlejuice John Magaro für LaRoy Glen Powell für A Killer Romance                                                     |